# Woodsia scopulina
Woodsia scopulina är en hällebräkenväxtart. Woodsia scopulina ingår i släktet Woodsia och familjen Woodsiaceae.

## Underarter
Arten delas in i följande underarter:
- W. s. laurentiana
- W. s. scopulina